# Christian Page
Christian Robert Page est un journaliste, auteur, chroniqueur, scénariste et animateur canadien spécialisé dans les enquêtes de phénomènes étranges et inexpliqués.

## Biographie
Originaire de Saint-Jean-sur-Richelieu en Montérégie, sa passion pour les phénomènes étranges et inexpliqués est né durant l'été de 1976 après une expérience insolite. Christian a commencé de plus en plus à s'intéresser au paranormal. Trois ans plus tard, soit en 1979, il anime à la télévision communautaire une émission consacrée aux ovnis appelée Les soucoupes volantes: Quand la réalité dépasse la fiction alors qu'il n'a que 16 ans. Par la suite, il entame des études en communication à l'Université de Montréal.
De plus, son intérêt pour les phénomènes étranges l'a dirigé à certains moments vers d'autres branches de l'inexpliqué comme les crimes occultes et les énigmes historiques. Au fil des années, Christian Page a collaboré à des publications dans des magazines spécialisés dans le paranormal en plus d'avoir aussi participé à des émissions américaines comme Les Enquêtes extraordinaires (Unsolved Mysteries) et Sightings. Il animera aussi sa première émission connu sous le nom de Énigmes.
Durant les années 2000 et 2010, Christian crée et devient le collaborateur principal de plusieurs émissions comme Enquêtes sur les OVNIs sur Ztélé, la populaire émission sur la chaîne de Canal D Dossiers mystère, Forces obscures sur Ztélé, À la recherche des reliques saintes sur le canal Évasion, Jeux mortels et Crimes occultes, émissions toutes les deux diffusées sur Canal D.
Christian Page est souvent sollicité par de nombreux médias (TVA/LCN, CogecoMedia, Radio-Canada, Radio X, QUB Radio, Télé-Québec et plus) pour commenter l'actualité liée au paranormal, aux complots et phénomènes inexpliqués. Il a notamment été invité aux émissions de Tout Le Monde en Parle, Denis Lévesque, Le Ti-Mé Show, Salut-Bonjour, Deux Filles Le Matin, Les Francs-Tireurs et plusieurs autres programmes populaires. Par ailleurs, en 2019, Christian Page a animé un jeu de société vidéo nommé Une Nuit à l'Hôtel 54. Sa carrière ne se limite pas à la télévision, il anime aussi une chronique hebdomadaire, Mythes et complots, sur les ondes du 98,5 FM à Montréal. Depuis l'automne 2018, il coanime une émission radiophonique intitulée, Radio X Files, sur les ondes de CHOI/Radio X (98.1 FM) à Québec. L’émission se positionne numéro 1 dans la capitale nationale et elle est la plus téléchargée au Canada. ]. Entre temps, Christian a écrit plusieurs livres et il est d'ailleurs conférencier.

## Carrière

### À la télévision
- 1979 : Les soucoupes volantes: Quand la réalité dépasse la fiction
- 2000 - 2003 : La revanche des nerdz
- 2004 : Enquête sur les OVNIs
- 2005 : Northern mysteries
- 2006 - 2013 : Dossiers mystère
- 2007 : Forces obscures
- 2011 : Paranormalité (1 épisode)
- 2011 : Enfants tueurs (Killer Kids) (Saison 1)
- 2011 : À la recherche des reliques saintes
- 2011 : Jeux mortels
- 2013 : Portal to the Unknown
- 2015 : L'Ordre du Temple Solaire (Téléfilm documentaire)
- 2015 - 2019 : Crimes occultes
- 2016 : L'Enquêteur du paranormal
- 2016 - 2023 : Le lab secret
- 2022 : Dossier OVNIS
- 2024 : Monstres à vendre

### À la radio
- 2010 à aujourd'hui : Mythes & complots (Radio 98,5 FM Montréal) avec Benoit Dutrizac (2010-2017), Bernard Drainville (2017-2022), Luc Ferrandez (2022-2024) et Marie-Ève Tremblay (2024)
- 2018 à 2021 : Radio X Files avec Marceau (CHOI/Radio X 98.1 FM Québec) et (depuis 2021) avec Camille Bergeron
- Depuis août 2024, il coanime (toujours à CHOI 98.1FM) une émission consacrée aux «crimes véritables» (True Crimes), intitulée «Suspect X».

### Podcast
- 2022 à aujourd'hui : L'univers paranormal de Christian Page et (depuis 2024) Crimes occultes. Ces deux séries de balados sont disponibles sur les plateformes de Cogeco Média, Apple Podcasts, Googles Podcasts et Spotify.